# 盛町
盛町（さかりちょう）は、1952年（昭和27年）まで岩手県気仙郡に存在していた町。現在の大船渡市盛町にあたる。

## 沿革
- 1875年（明治8年）10月17日 - 水沢県による村落統合にともない、田茂山村と猪川村が合併して盛村が成立。
- 1889年（明治22年）4月1日 - 町村制施行にともない、旧・猪川村域を分離し盛町が発足。
- 1952年（昭和27年）4月1日 - 大船渡町・赤崎村・猪川村・立根村・日頃市村・末崎村と合併し、大船渡市となる。

## 行政

### 歴代町長
| 代      | 氏名         | 就任                       | 退任                       | 備考 |
| ------- | ------------ | -------------------------- | -------------------------- | ---- |
| 2 - 6   | 刈谷友治     | 1898年（明治31年）3月8日   | 1921年（大正10年）4月25日  |      |
| 7       | 須藤覚三郎   | 1921年（大正10年）7月27日  | 1925年（大正14年）7月26日  |      |
| 8 - 11  | 鈴木章助     | 1925年（大正14年）10月20日 | 1938年（昭和13年）1月24日  |      |
| 12      | 佐々木謙之助 | 1938年（昭和13年）2月9日   | 1940年（昭和15年）7月15日  |      |
| 13      | 千葉協三     | 1940年（昭和15年）10月28日 | 1944年（昭和19年）10月27日 |      |
| 14      | 佐藤豊治郎   | 1944年（昭和19年）11月4日  | 1946年（昭和21年）8月23日  |      |
| 15 - 17 | 鈴木文助     | 1946年（昭和21年）8月24日  | 1952年（昭和27年）3月31日  |      |

## 交通
- 国鉄大船渡線、岩手開発鉄道日頃市線：盛駅